# حبیبه (روستا)
 حبیبه  به عربی ( الَحَبیبة  )، روستایی است در دهستان المُقَبَنَة از توابع استان حضرموت در کشور یمن در شبه جزیره عربستان.

## جمعیت
جمعیت آن ( ۵۵ ) نفر ( ۶ خانوار) می‌باشد.